# شهرستان گارمن
شهرستان گارمن (به بلغاری: Garmen Municipality) یک شهرستان در بلغارستان است که در استان بلاگووگراد واقع شده‌است. شهرستان گارمن ۳۸۸٫۴۸ کیلومتر مربع مساحت و ۱۴٬۹۸۱ نفر جمعیت دارد و ۶۰۵ متر بالاتر از سطح دریا واقع شده‌است.